# Наревка (гмина)
Наревка (пол. Narewka, бел. Нарэўка) — сельская гмина (волость) в Польше, входит как административная единица в Хайнувский повет, Подляское воеводство. Население — 4097 человек (на 2004 год). Административный центр гмины — деревня Наревка.

## Демография
| Перепись                       | Всего   | Всего | Женщины | Женщины | Мужчины | Мужчины |
| ------------------------------ | ------- | ----- | ------- | ------- | ------- | ------- |
| Единицы                        | человек | %     | человек | %       | человек | %       |
| Население                      | 4097    | 100   | 2003    | 48,9    | 2094    | 51,1    |
| Плотность населения (чел./км²) | 12,1    | 12,1  | 5,9     | 5,9     | 6,2     | 6,2     |

## Поселения
1. Бабя-Гура
2. Бачиньсцы
3. Базылёве
4. Бернацки-Мост
5. Бельсцы
6. Бокове
7. Борове
8. Хоминьщызна
9. Церемки
10. Домброва
11. Элиашуки
12. Гнилец
13. Гродзиск
14. Грушки
15. Гущевина
16. Яново
17. Капитаньщызна
18. Касьяны
19. Кордон
20. Крыница
21. Лесьна
22. Людвиново
23. Ланьчино
24. Лозове
25. Лука
26. Марушка
27. Михнувка
28. Миклашево
29. Минкувка
30. Мостки
31. Наревка
32. Нове-Левково
33. Нове-Масево
34. Новины
35. Охрымы
36. Ольхувка
37. Осове
38. Пасеки
39. Плянта
40. Подлевкове
41. Полыме
42. Поросле
43. Пренты
44. Семянувка
45. Семеняковщызна
46. Скупово
47. Слобудка
48. Левково-Старе
49. Старе-Масево
50. Сточек
51. Сущы-Борек
52. Свинорое
53. Тарнополь
54. Заблотчизна
55. Заброды
56. Замоше

## Соседние гмины
1. Гмина Бяловежа
2. Гмина Хайнувка
3. Гмина Нарев
4. Гмина Михалово